# St. Mariä Himmelfahrt (Weßling)

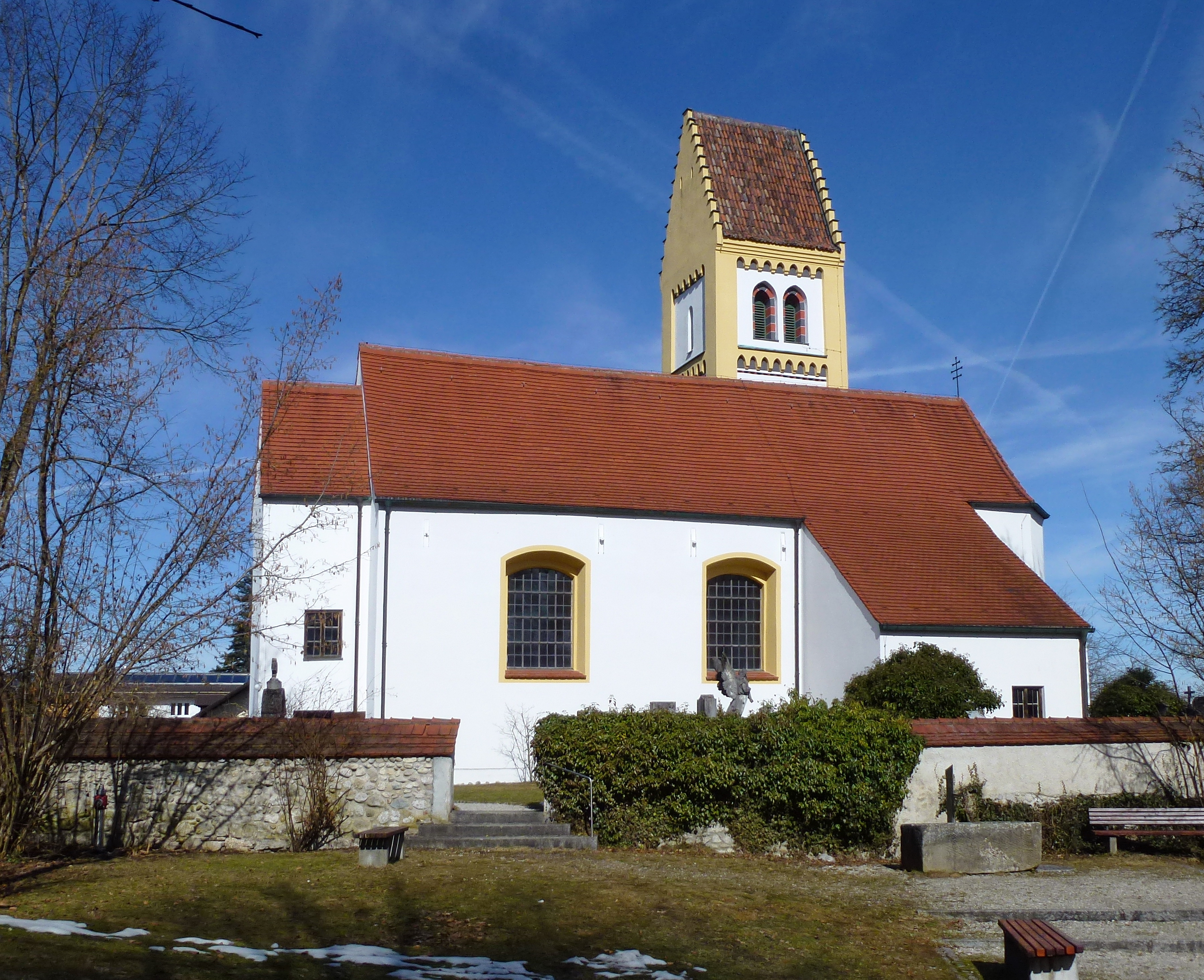
St. Mariä Himmelfahrt

Die alte römisch-katholische Pfarrkirche St. Mariä Himmelfahrt ist ein Baudenkmal in Weßling im Landkreis Starnberg.

## Geschichte
Die Kirche wurde im Jahre 1453 das erste Mal urkundlich erwähnt. Der Turm, das wohl älteste Bauteil, ist noch aus dem Ende des 15. Jahrhunderts. 1766/67 und 1865/88 wurde das Gebäude instand gesetzt und teilweise neu gestaltet. Das Langhaus datiert auf das Jahr 1773. Die Empore wurde um 1800 errichtet. 1947 wurde die neuromanische Ausstattung des Gotteshauses entfernt.

## Baubeschreibung
Der Turm von St. Mariä Himmelfahrt mit Blendbögen und Staffelgiebel beherbergt ein altes Uhrwerk und Glocken aus den Jahren 1492 und 1499. Das Kirchenschiff ist durch Pilaster gegliedert und zum Chor hin ausgerundet. Der alte Friedhof mit Grabdenkmälern des späten 19. bis frühen 20. Jahrhunderts ist mit Backstein- und Bruchstein ummauert.

## Ausstattung

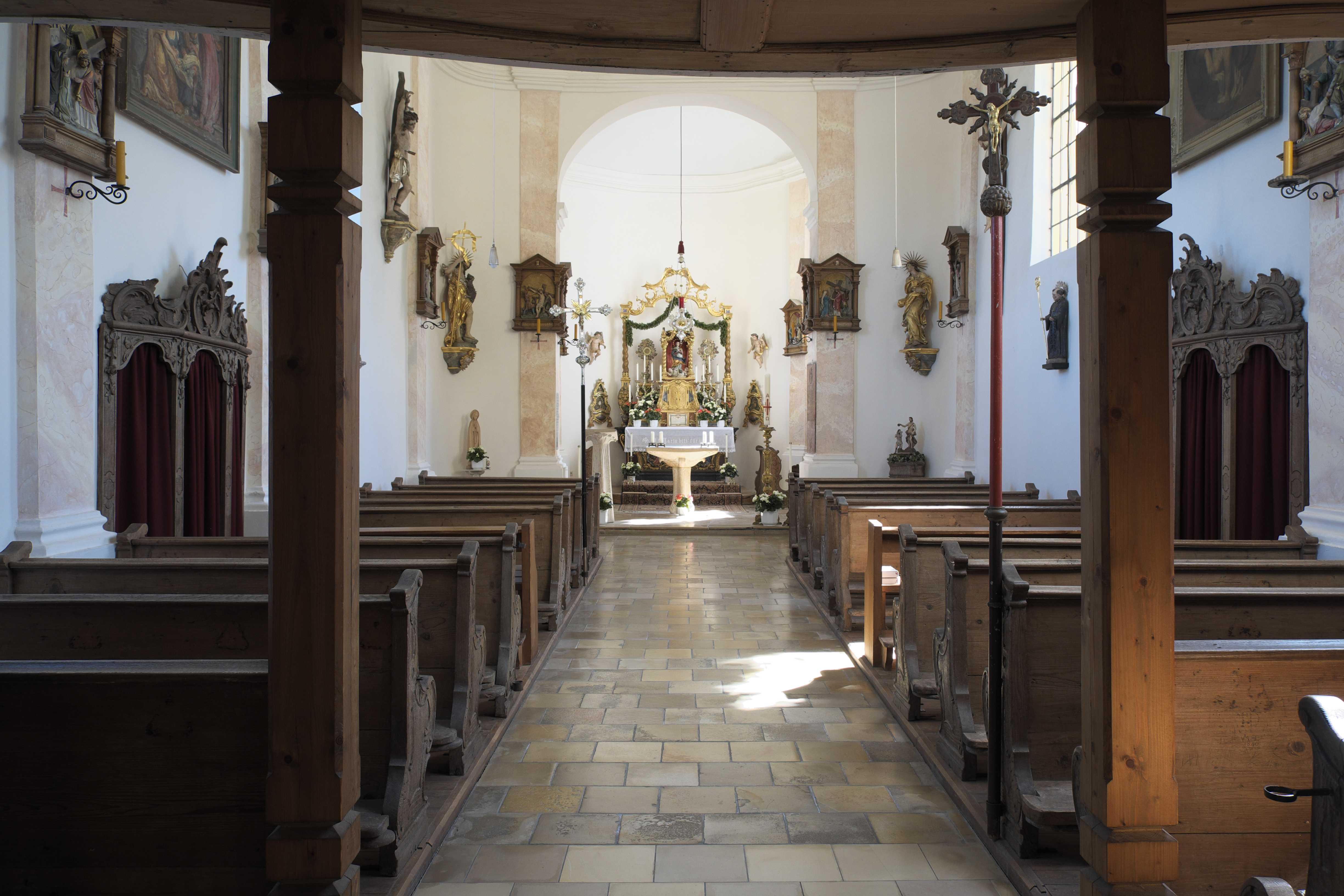
Innenraum

Das Kirchengestühl und die Beichtstühle sind aus dem Ende des 18. Jahrhunderts. An der Chor-Nordwand findet sich eine Verkündigungsgruppe um 1750. Das Gemälde an der Nordwand des Schiffes zeigt Mariä Himmelfahrt und ist eine Kopie nach Rubens um 1890. Der mächtige Opferstock mit Weihwassergefäß ist vermutlich noch aus dem 16. Jahrhundert. Gemäß urkundlicher Überlieferung war die Kirche mit Altären von F. X. Feichtmayer d. J. ausgestattet, welche nicht mehr erhalten sind.